# Newton Edmunds

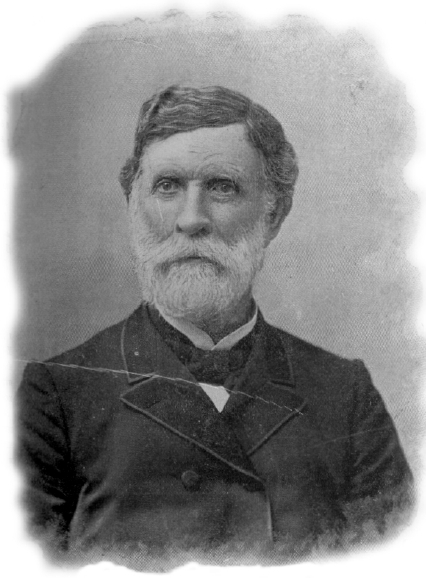
Newton Edmunds

Newton Edmunds (* 31. Mai 1819 in Hartland, New York; † 13. Februar 1908 in Yankton, South Dakota) war ein US-amerikanischer Politiker und von 1863 bis 1866 der 2. Territorialgouverneur im Dakota-Territorium.

## Frühe Jahre
Newton Edmunds kam im Jahr 1832 mit seiner Familie nach Michigan. Dort wurde er bei der Landvermessungsbehörde angestellt. In deren Auftrag gelangte er im Jahr 1861 in das Dakota-Territorium. Als dort im Jahr 1862 die Indianerkriege begannen, wurde er Kommandeur einer Einheit der Miliztruppe. Im Jahr 1863 wurde er von Präsident Abraham Lincoln zum Nachfolger von William Jayne als Territorialgouverneur ernannt.

## Das Dakota-Territorium
Der heutige Bundesstaat North Dakota war Teil des am 2. März 1861 entstandenen Dakota-Territoriums. Das Territorium seinerseits war aus Teilen des Minnesota- und Nebraska-Territoriums gegründet worden und bestand bis 1889. Bis 1868 umfasste das Territorium in etwa die heutigen Staaten North Dakota, South Dakota, Wyoming und Montana. Im Jahr 1868 entstanden neue Territorien und das Dakota-Territorium wurde auf das Gebiet der heutigen Staaten North und South Dakota reduziert. Zwischen 1861 und 1883 war Yankton die Hauptstadt des Gebiets. Danach wurde Bismarck neue Hauptstadt. In den 1880er Jahren entstand eine Bewegung, dieses Gebiet, das immer mehr Siedler aus Europa aufnahm, als Bundesstaat in die USA aufzunehmen. Bevor es dazu kam, wurde das Territorium in zwei Teile getrennt. Dafür gab es zwei Gründe: Zum einen waren die beiden Hauptbesiedlungsgebiete im Norden und im Süden durch eine riesige Lücke voneinander getrennt. Der andere Grund war politischer Natur. Die Republikanische Partei drängte auf zwei Staaten, in der Hoffnung, dadurch im US-Kongress ihre Mehrheit ausbauen zu können. Im Februar 1889 unterschrieb Präsident Grover Cleveland ein Gesetz, das die Gründung zweier neuer Bundesstaaten, North und South Dakota, vorsah. Am 2. November 1889 wurde die Trennung zwischen North und South Dakota vollzogen. An diesem Tag traten beide Staaten als neue Bundesstaaten der amerikanischen Union bei. Bereits zuvor hatte man Verfassungen ausgearbeitet, die nun in Kraft traten. Zwischen 1861 und 1889 wurde das Dakota-Territorium von insgesamt zehn Territorialgouverneuren verwaltet, die von der Bundesregierung bzw. dem Präsidenten der Vereinigten Staaten ernannt wurden.

## Territorialgouverneur
Edmunds übte sein neues Amt zwischen 1863 und 1866 aus. Ihm gelang es 1865 ein Abkommen mit den Indianern zu schließen, das zumindest vorläufig das Ende der Kämpfe bedeutete. Innenpolitisch wurde unter Edmunds das Schulsystem weiter ausgebaut und das Rechtssystem verbessert. Er setzte sich für die Entwicklung der Landwirtschaft ein, wobei besonders die Einführung der Schafzucht im Jahr 1865 erwähnenswert ist. Außerdem wurde das Steuerwesen reformiert. Innenpolitisch stieß Edmunds mit seiner Friedenspolitik gegenüber den Indianern auf Ablehnung. Sein schärfster Gegner war Walter A. Burleigh, dem es gelang in Washington Edmunds Abberufung durchzusetzen. Am 8. August 1866 wurde Edmunds von Präsident Andrew Johnson abberufen. Sein Nachfolger Andrew Jackson Faulk war der Schwiegervater von Walter Burleigh.

## Weiterer Lebenslauf
Nach seiner Absetzung blieb Edmunds als Geschäftsmann und Politiker im Dakota-Territorium. Er war weiterhin Mitglied von Friedenskommissionen, die mit den Indianern verhandelten. Er war auch an den Planungen zu einer Eisenbahn zwischen Yankton und Sioux City beteiligt. Zusammen mit einem Partner gründete er die Yankton State Bank. In den 1880er Jahren unterstützte Edmunds die Bewegung für den Beitritt des Territoriums zu den Vereinigten Staaten. Schließlich gründete er 1891 zusammen mit seinen Söhnen die Yankton National Bank. Bis zu seinem Tod blieb Edmunds trotz seines hohen Alters geschäftlich aktiv.